# 나현우
나현우(1993년 11월 25일 ~)는 2014년 연극 <햄릿,女子의 아들>로 데뷔한 대한민국의 뮤지컬 배우다.

## 드라마
- 《인간실격》 (2021년, JTBC) - 정우 역
- 《그린마더스 클럽》 (2022년, JTBC) - 장원태 역
- 《세작, 매혹된 자들》 (2024년, tvN) - 추달하 역
- 《대도시의 사랑법》 (2024년, TVING) - 노영수 역

## 영화
- 《데시벨》 (2022) - 성우 역
- 《1승》 (2024) - 치킨 남 역

## 방송
- 《더블 캐스팅》 (2020년, tvN) - 최종 우승

## 공연
- 햄릿,女子의 아들 (2014)
- 만파식적 (2016)
- 나폴레옹 (2017)
- 힐링 인 더 라디오 (2017)
- 감성복구 뮤지컬 〈창문너머 어렴풋이〉 (2018, 2019)
- 드라큘라 (2019)
- 베르테르 (2020)

## 음반
- 뮤지컬 베르테르 2020 (2021)